# Herman Wekker
Herman Christiaan Wekker (Paramaribo, 26 maart 1943 - Groningen, 20 januari 1997) was een Nederlands-Surinaams anglist, taalwetenschapper, surinamist en hoogleraar aan de Rijksuniversiteit Groningen. 
Wekker studeerde Engelse taal- en letterkunde aan de Katholieke Universiteit Nijmegen, waar hij in 1976 promoveerde op het proefschrift The expression of future time in contemporary British English : an investigation into the syntax and semantics of five verbal constructions expressing futurity. De syntacticus  Wekker werd in 1987 benoemd tot hoogleraar aan de Rijksuniversiteit Groningen, waar hij op 17 januari 1989 zijn ambt aanvaardde met het uitspreken van de rede Over de analogie tussen creolisering en vreemde-taalverwerving. Wekker heeft meer dan tachtig wetenschappelijke publicaties op zijn naam staan, waarvan een groot deel gaat over Engelse syntaxis. Ook schreef hij verschillende artikelen over pidgintalen waarbij steeds de Creoolse talen uitgangspunt vormden. Wekker was gedurende lange tijd vice-decaan van de Groningse faculteit der Letteren. Herman Wekker is de broer van antropologe Gloria Wekker, met wie hij incidenteel ook samen publiceerde.
Wekker overleed aan de gevolgen van kanker. Na zijn dood werd door het Nationaal Congres Engels de Herman Wekker Prijs ingesteld, bedoeld voor journalisten die opvallend berichten over de Engelse samenleving. Deze prijs is inmiddels toegekend aan Max Westerman, Lia van Bekhoven (2007), Eelco Bosch van Rosenthal (2013), Bram Vermeulen (2015), Arjen van der Horst en Wouter Zwart (samen in 2017) en Melle Garschagen (2019).